# Малая Железница
 Малая Железница  — деревня в Жарковском муниципальном округе Тверской области.

## География
Находится в юго-западной части Тверской области на расстоянии приблизительно 26 км по прямой на запад-северо-запад по прямой от районного центра поселка Жарковский на правом берегу реки Межа.

## История
Деревня уже была отмечена на карте 1846—1863 годов. В 1859 году здесь (территория Поречского уезда Смоленской губернии было учтено 2 двора, в 1927 — 16. До 2022 года входила в состав ныне упразднённого Новосёлковского сельского поселения.

## Население
Численность населения: 21 человек (1859 год), 4 (русские 100 %) в 2002 году, 1 в 2010.